# Arresti familiari
Arresti familiari (House Arrest) è un film del 1996 diretto da Harry Winer.

## Trama
Janet e Ned Beindorf, due coniugi, sono in crisi e pensano di divorziare, ma i figli, Grover e Stacy, li rinchiudono in cantina per permettere loro di parlarsi e chiarirsi.
Venuto a sapere della "trovata" di Grover, T.J. Krupp (acerrimo nemico di Grover) decide di aiutare il ragazzo nella sua impresa, finanziando alcune spese (come la porta della cantina che viene sostituita con una porta-cancelletto blindata) per ragioni apparentemente ingiustificate.
Non tarda, però, a rivelarsi la ragione per cui T.J. aiuta Grover: egli, infatti, vuole portare anche i suoi genitori nella cantina dei Beindorf, essendo anch'essi in crisi; ai genitori di T.J. si aggiungono anche quelli di Matt, il migliore amico di Grover, arrivando così a formare una sorta di terapia di gruppo per genitori in crisi, costretti a convivere insieme.
Nel frattempo i ragazzi prendono in divertimento la situazione cominciando ad organizzare feste rumorose che distruggono casa Beindorf, mentre Grover cerca in ogni modo di impedirlo ai compagni, stravolto e ancora "incosciente" della situazione che ha creato.
A sollevare il suo umore arriva Brooke Figler, un'avvenente ragazza della quale Grover si è innamorato; con lei le feste di casa Beindorf diventano sempre più rumorose e caotiche, al punto di allarmare il vicino di casa (nonché ex-poliziotto) Rocco, che già da tempo aveva avvertito qualcosa di strano nella casa dei vicini.
Anche Brooke, però, ha un problema con la madre, che, ha la presunzione di essere un'"eterna ragazzina": infatti esce con i suoi amici, parla con una voce tipicamente adolescenziale ecc.; diventerà anche lei, dunque, "parte" del gruppo dei genitori.
I giovani decidono, dunque, di organizzare un programma rieducativo per i genitori col tentativo di farli ragionare sulle loro situazioni di coppia.
In cantina, nel frattempo, i genitori di Grover, trovano un modo per poter "evadere": passeranno attraverso un condotto per la biancheria chiuso da Ned quando i figli erano ancora piccoli, per paura che vi potessero incappare.
Rocco, invece, sempre più insospettito dalla situazione decide di chiamare una pattuglia della polizia per effettuare un controllo, ma sempre invano, poiché gli scaltri ragazzi riescono sempre a deviare i sospetti, finché una sera i poliziotti riescono ad accorgersi di ciò che è successo circondando casa Beindorf e costringendo i giovani ad arrendersi.
I genitori, in conclusione, riescono a riappacificarsi tra loro e a migliorarsi singolarmente, rendendo soddisfatti i figli, accortisi di non aver agito invano.